# Sekstus Turpiliusz
Sekstus Turpiliusz, łac. Sextus Turpilius (zm. ok. 104 p.n.e.) – komediopisarz rzymski działający w drugiej połowie II wieku p.n.e.
Naśladował komedię grecką. Do czasów współczesnych zachowały się tylko fragmenty jego utworów.